# 5091 Isakovskij
5091 Isakovskij (1981 SD4) là một tiểu hành tinh vành đai chính được phát hiện ngày 25 tháng 9 năm 1981 bởi Chernykh, L. I. ở Nauchnyj.